# メイシー・チャン
メイシー・チャン（陳美詩、英語: Macy Chan、1983年2月22日－）は、香港の女性歌手・女優である。身長164cm、体重44kg、うお座。香港中文大学卒業。ミュージック・ネイション所属。ドラマなどのマネジメントはTVBが担当。元女生宿舍メンバー。
2004年、梁靖琪、廖雋嘉、張曼伶らと共にグループ女生宿舍（Girl's only Dormitory）を結成、その後女生宿舍が解散、現在はソロで活動している。

## 音楽作品

### 女生宿舍時代
- 2004年：「Life is Beautiful」

### ソロ活動
- 2005年：「美麗伝奇2—神蹟」 - 収録ソロ歌「誰造」、ダニエル・オーディオ制作発売。
- 2008年：「燃焼国度201」オリジナル・サウンドトラック - 複数のソロ曲と合唱曲を収録、真正伝播有限公司発売。
- 2009年：「燃焼国度201」高精細版DVD - 真正伝播有限公司発売。
- 2009年：「Beyond 再．見理想」音楽舞台劇DVD + Bonus CD

### アルバムなどに未収録の歌
- 2007年：「最美的真愛」（『風．花．雪．月』挿入歌）
- 2007年：「魔法奇幻変」（楊秀惠とデュエット）（アニメ『ふしぎ星の☆ふたご姫』中国語吹き替え版の主題歌）
- 2007年：「棄物無声」
- 2017年：「我會照顧你」

## 出演作品

### 映画
- 2005年：恋する花火 - Wiz 役
- 2006年：得閒飲茶 - 詩詩 役（ゲスト出演）
- 2006年：望・新家
- 2007年：生日快楽 （ゲスト出演）
- 2007年：校墓処 - 羅少芳 役
- 2010年：72家租客 - 看護士 役
- 2010年：翡翠明珠
- 2011年：我愛HK開心萬歲
- 2011年：勁抽福祿壽

### テレビドラマ
TVB番組
- 2004年：赤沙印記@四葉草.2 - Macy 役
- 2004年：奇幻潮-神奇薬水
- 2008年：法證先鋒II - 方妙娜（Formula）役
- 2008年：興敵同行 - 馬愛琳（Kelly）役
- 2008年：Click入黄金屋
- 2009年：王老虎搶親 - 施夢露 役
- 2009年：古靈精探B - 羅柏芝（Pat）役
- 2010年：情人眼裏高一D
- 2010年：掌上明珠 - 朱碧霖 役
- 2010年：讀心神探 - 歌手 役
- 2010年：囧探查過界 - 卓恩 役
- 2011年：Only You 只有您
- 2011年：洪武三十二
- 2011年：萬凰之王 - 彩蕎 役
- 2012年：回到三國
- 2013年：女警愛作戰

RTHK番組
- 2006年：少年不識愁滋味

### その他の番組
ウェブドラマ
- 2004年：金甲虫探偵学院 - 美思 役
- 2005年：心跳季節

官公庁
- 2006年：廉政公署「石頭遇上蘇眉」

ラジオドラマ
- 2004年：「四個女仔搞乜鬼」
- 2004年：「愛上・女生宿舍」
- 2007年：「風・花・雪・月」 - 小嵐 役

### 舞台
- 2005年：「開心鬼」
- 2008年：「燃焼国度201」 - Candy 役
- 2008年：「Beyond 再．見理想」 - 雪 役
- 2008年：「耶蘇13門徒」

### 出演したミュージックビデオ
- 2001年：VRF - 「妄想（劇場版）」
- 2004年：蕭正楠 - 「十個分手的理由」（TVB）
- 2007年：楊秀惠 - 「魔法奇幻変」
- 2008年：黄耀明 - 「廣深公路」（TVB）
- 2008年：張敬軒 - 「櫻花樹下」（TVB）
- 2008年：王祖藍 - 「擒擒青」（TVB）
- 2008年：關楚耀 - 「悲哀代言人」（TVB）

### 司会
- 2007年：TVBペイ・ヴィジョン　エンターテインメント・ニュース・チャンネル - 「娯楽新聞報道（エンターテイメント・ニュース）」
- 2008年：E-バズ

## 写真集
- 2005年：『Life is Beautiful 女生宿舍写真集』